# Liste der Kulturgüter in Göschenen
Die Liste der Kulturgüter in Göschenen enthält alle Objekte in der Gemeinde Göschenen im Kanton Uri, die gemäss der Haager Konvention zum Schutz von Kulturgut bei bewaffneten Konflikten, dem Bundesgesetz vom 20. Juni 2014 über den Schutz der Kulturgüter bei bewaffneten Konflikten sowie der Verordnung vom 29. Oktober 2014 über den Schutz der Kulturgüter bei bewaffneten Konflikten unter Schutz stehen.
Objekte der Kategorie A sind im Gemeindegebiet nicht ausgewiesen, Objekte der Kategorie B sind vollständig in der Liste enthalten, Objekte der Kategorie C fehlen zurzeit (Stand: 1. Januar 2023).

## Kulturgüter
| Foto | | Objekt                                                                     | Kat. | Typ | Standort                         | Beschreibung |
| ---- | --- | -------------------------------------------------------------------------- | ---- | --- | -------------------------------- | ------------ |
| ja   | Datei hochladen · Wikidata zu Reste der Häderlisbrücke (Sprenggibrücke) in der Schöllenen (Q29890334) | Reste der Häderlisbrücke (Sprenggibrücke) in der Schöllenen KGS-Nr.: 05835 | B    | G   | Schöllenen 687680 / 168119       |              |
| ja   | Datei hochladen · Wikidata zu Bahnhof Göschenen (Q684298)                                             | Bahnhof mit Gleisareal KGS-Nr.: 05836                                      | B    | G   | Bahnhofplatz 2–8 687980 / 168879 |              |
| ja   | Datei hochladen · Wikidata zu Ehemalige katholische Kirche (Q29890329)                                | Ehemalige katholische Kirche im Unterdorf KGS-Nr.: 05837                   | B    | G   | Unterdorf 61.1 687810 / 169159   |              |
| ja   | Datei hochladen · Wikidata zu Zollbrücke mit Zolltor (Q29890336)                                      | Zollbrücke mit Zolltor KGS-Nr.: 05838                                      | B    | G   | Unterdorf 687767 / 169120        |              |
| ja   | Datei hochladen · Wikidata zu Katholische Pfarrkirche Maria Himmelfahrt (Q29890332)                   | Katholische Pfarrkirche Maria Himmelfahrt KGS-Nr.: 11375                   | B    | G   | Kirchmatt 4 687996 / 169237      |              |
| ja   | Datei hochladen · Wikidata zu Fachwerkbahnbrücke (Q29890331)                                          | Fachwerkbahnbrücke KGS-Nr.: 11376                                          | B    | G   | Bahnhofstrasse 688060 / 169099   |              |
| ja   | Datei hochladen · Wikidata zu Gotthardtunnel (Q688618)                                                | Gotthardtunnel mit Portal KGS-Nr.: 11443                                   | B    | G   | Bahnhof 688010 / 168589          |              |